# Hreinn Benediktsson

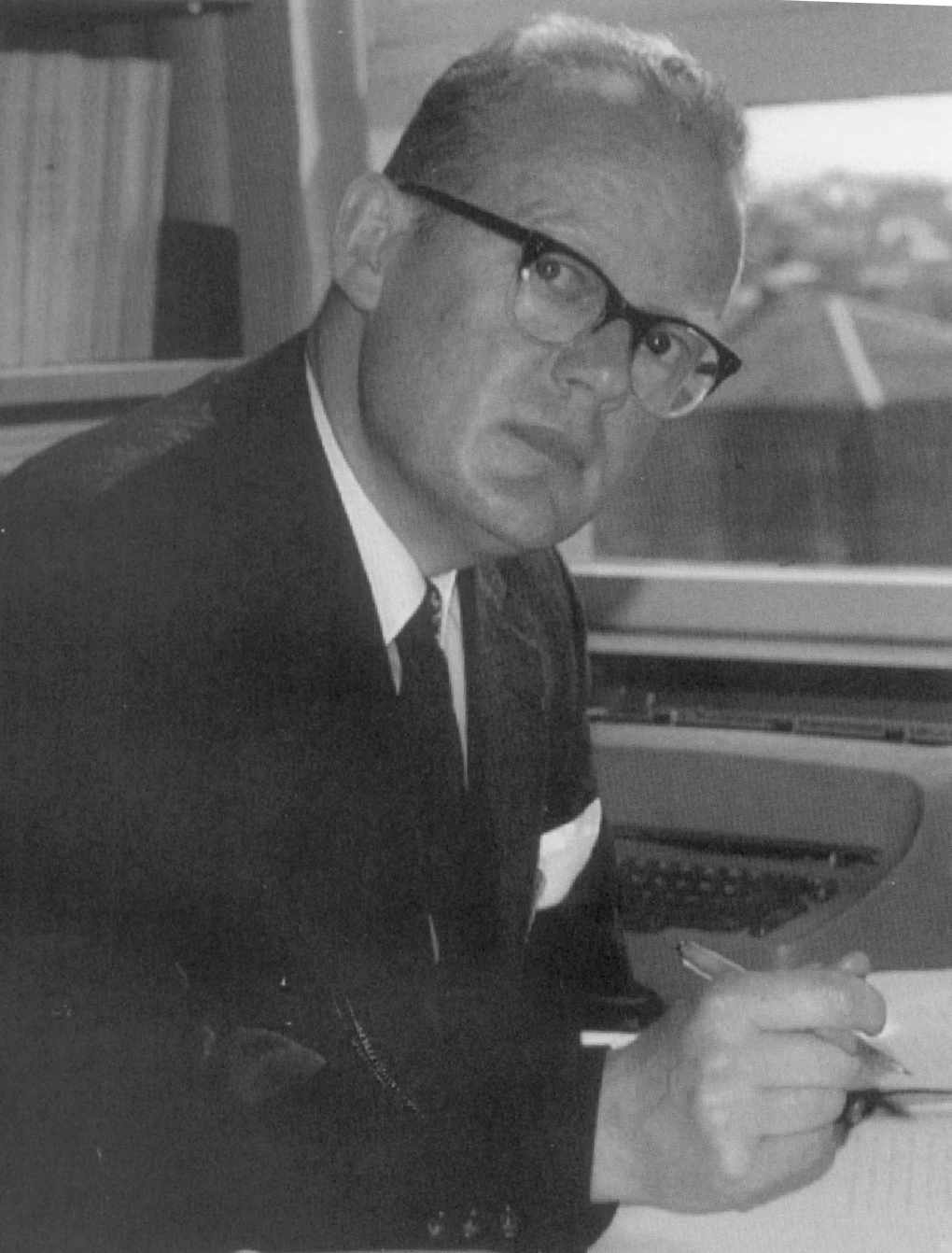
Hreinn Benediktsson

Hreinn Benediktsson (* 10. Oktober 1928 in Stöðvarfjörður; † 7. Januar 2005 in Reykjavík) war ein isländischer Sprachwissenschaftler und Professor an der Universität Islands in Reykjavík.

## Leben und Ausbildung
Hreinn Benediktsson studierte Indogermanistik und Vergleichende Germanische Sprachwissenschaft in Oslo (1947–1950 und 1952–1954), an der Sorbonne in Paris (1951–1952), Freiburg (1955–1956) und Kiel (1956–1957) sowie Allgemeine Sprachwissenschaft in Harvard (Cambridge Massachusetts, 1957–1958). Nachdem er einen Masterabschluss an der Universität in Oslo 1954 und seinen Doktor in Harvard 1958 erhalten hatte, wurde er noch im selben Jahr zum Professor für Isländische Sprachwissenschaften an die Universität Islands in Reykjavík berufen. Dort war er bis zu seiner Pensionierung 1998 tätig, wobei er immer wieder auch Lehr- und Forschungstätigkeiten an anderen Universitäten wahrnahm: 1962 Universität Wisconsin, Madison; 1968 Christian-Albrechts-Universität zu Kiel; 1973 Universität von Texas, Austin.

## Forschungsschwerpunkte
Seine Schwerpunkte in Lehre und Forschung umfassten die altgermanischen Sprachen, vergleichende Untersuchungen zu den germanischen und besonders skandinavischen Sprachen sowie im Speziellen die Geschichte der isländischen Sprache. Aber auch die philologische Beschäftigung mit isländischen Handschriften bildete einen bedeutenden Aspekt seiner Lehr- und Forschungstätigkeit.
So reformierte er zunächst die Lehre im Bereich der Sprachwissenschaften, indem er vor allem die Ausbildung in der Allgemeinen Sprachwissenschaft forcierte. Als Dekan schließlich legte er den Grundsteine für das heutige Ausbildungssystem an der Philosophischen Fakultät der Universität.
Hreinn Benediktssons persönlicher Forschungsschwerpunkt lag auf der historischen Phonologie des Germanischen und besonders des Isländischen. Seine Studien zum System der urgermanischen Vokale sowie zur Geschichte des isländischen Vokalsystems stellen heute noch Grundlagenwerke für die moderne vergleichende Sprachwissenschaft des Germanischen dar.

## Schriften (Auswahl)
- The vowel system of Old Icelandic. Its structure and development. (Dissertation) (1958)
- Nokkur dæmi um áhrifsbreytingar í íslensku, Íslenzk tunga - Lingua Islandica, Reykjavík (1959)
- Fyrsta málfræðiritgerðin í Snorra Eddu (A.M. 242, fol.), Reykjavík (1960)
- Islandsk språk. In: Kulturhistorisk leksikon for nordisk middelalder, 7 (1962)
- The Life of St. Gregory and his Dialogues, Fragments of an Icelandic Manuscript from the 13th century. Editiones Arnamagæanæ, Series B, Vol. 4, Kaupmannahöfn (1963)
- Some Aspects of Nordic Umlaut and Breaking. In: Language 39 (1963)
- Old Norse Short e: One Phoneme or Two? In: Arkiv för nordisk filologi 79 (1964)
- Early Icelandic Script as Illustrated in Vernacular Texts from the Twelfth an Thirteenth Centuries. Íslenzk handrit – Icelandic Manuscripts, Series in Folio, Vol. 2, Reykjavík (1965)
- Indirect Changes of Phonological Structure: Nordic Vowel Quantity. In: Acta linguistica Hafniensia 11 (1968)
- On the Inflection of the n-stems in Indo-European. In: Norsk tidsskrift for sprogvidenskap 22 (1968)
- Aspects of Historical Phonology. In: The Nordic Languages and Modern Linguistics, Proceedings of the International Conference of Nordic and General Linguistics, University of Iceland, Rvík, July 6–11, 1969, Reykjavík (1970)
- The First Grammatical Treatise. Introduction. Text. Notes. Translation. Vocabulary. Facsimiles. (= University of Iceland Publications in Linguistics; 1). Reykjavík (1972)
- The Common Nordic Vowel System. In: Scandinavian Studies 46 (1974)
- Ísl. vera að + nafnh.: Aldur og uppruni. In: Nordiska studier i filologi och lingvistik, Festskrift tillägnad Gösta Holm på 60-årsdagen den 8 juli 1976. Lund (1976)
- An Extinct Icelandic Dialect Feature: y vs. I, Dialectology and Sociolinguistics. In: Essays in honor of Karl-Hampus Dahlstedt, 19 Apr. 1977. Umeå (1977)
- Relational Sound Change: ‘vá’ > ‘vo’ in Icelandic. In: Linguistics Method, Eassays in Honor of Herbert Penzl. The Hague (1979)
- Nordic Umlaut and Breaking: Thirty Years of Research (1951–1980). In: Nordic Journal of Linguistics 5 (1982)
- The Germanic Subjunctive: A Morphological Review. In: North-Western European Language Evolution NOWELE 1 (1983)
- Linguistic Studies, Historical and Comparative. Reykjavík (2002)